# Finlandia (Automarke)
Finlandia war eine finnische Automarke.

## Unternehmensgeschichte
Das Unternehmen des Kutschenherstellers und Wagenbauers P. J. Heikkilä begann 1923 in Helsinki mit der Produktion von Automobilen. Der Markenname lautete Finlandia. Im gleichen Jahr endete die Produktion. Insgesamt entstanden zwei Personen- und zwei Nutzfahrzeuge.

## Fahrzeuge
Für den Antrieb sorgten Einbaumotoren aus amerikanischer Produktion. Die Fahrzeuge verfügten über einen Spitzkühler. Die Personenwagen waren als offene Tourenwagen karosseriert. Die Teilnahme an Autorennen führte zu keinen Erfolgen. Die Feuerwehr in Helsinki setzte ein oder zwei Fahrzeuge ein. In den 1960er Jahren verliert sich die Spur der Finlandia-Wagen.